# Buky
Buky (ukrainisch Буки; russisch Буки Buki) ist eine Siedlung städtischen Typs in der ukrainischen Oblast Tscherkassy mit etwa 1900 Einwohnern (2014).

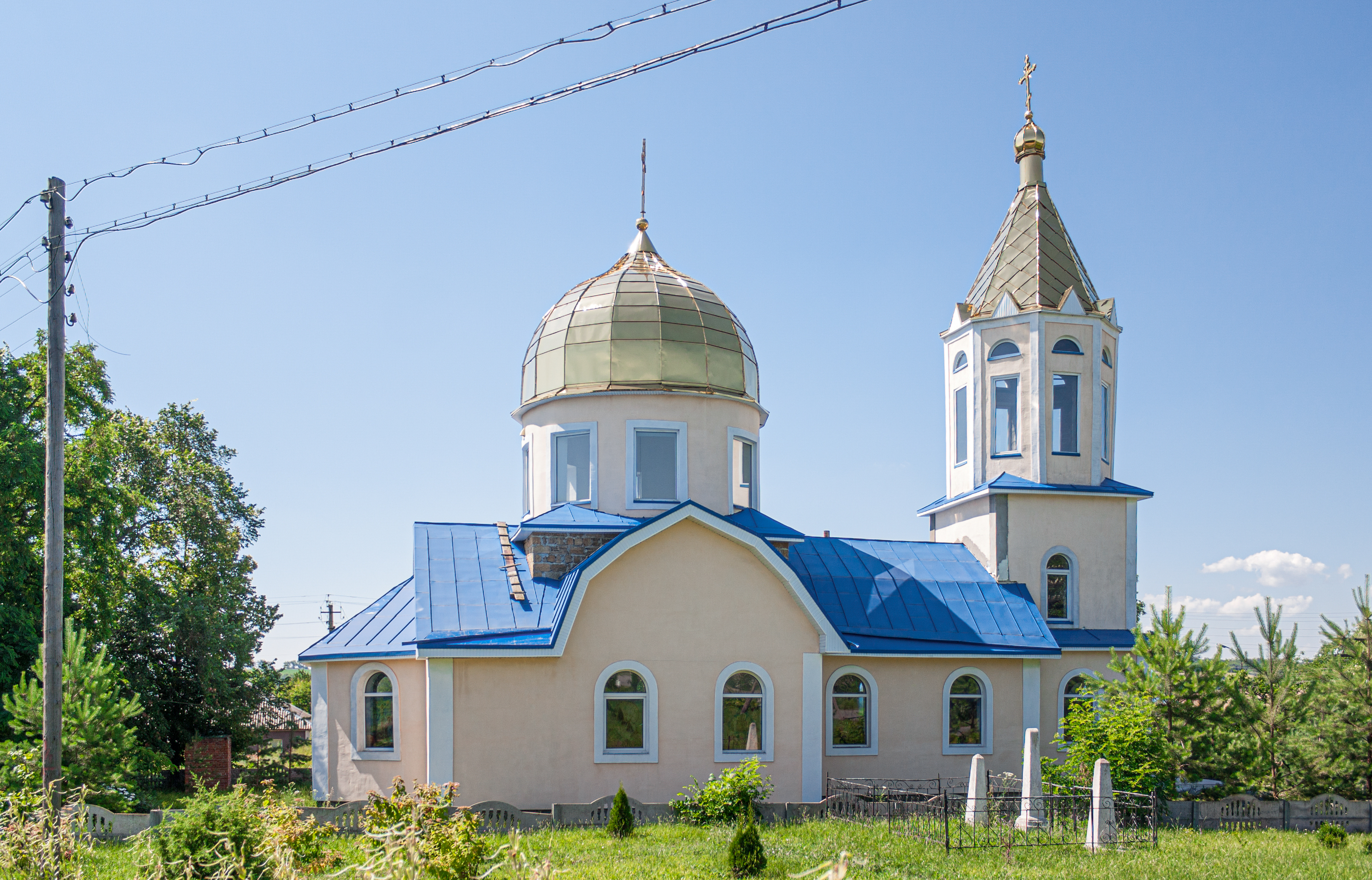
Kirche im Ort

Die 1601 erstmals erwähnte Siedlung bildet eine eigene Siedlungsratsgemeinde innerhalb des Rajon Mankiwka und liegt im Dneprhochland an der Territorialstraße T–24–05 158 km westlich vom Oblastzentrum Tscherkassy und 19 km nördlich vom Rajonzentrum Mankiwka. 1965 erhielt die Ortschaft den Status einer Siedlung städtischen Typs. Durch Buky fließt der Hirskyj Tikytsch, der hier ein malerisches Tal bildet.
Bis 1959 war Buky das Rajonszentrum des gleichnamigen Rajons Buky.

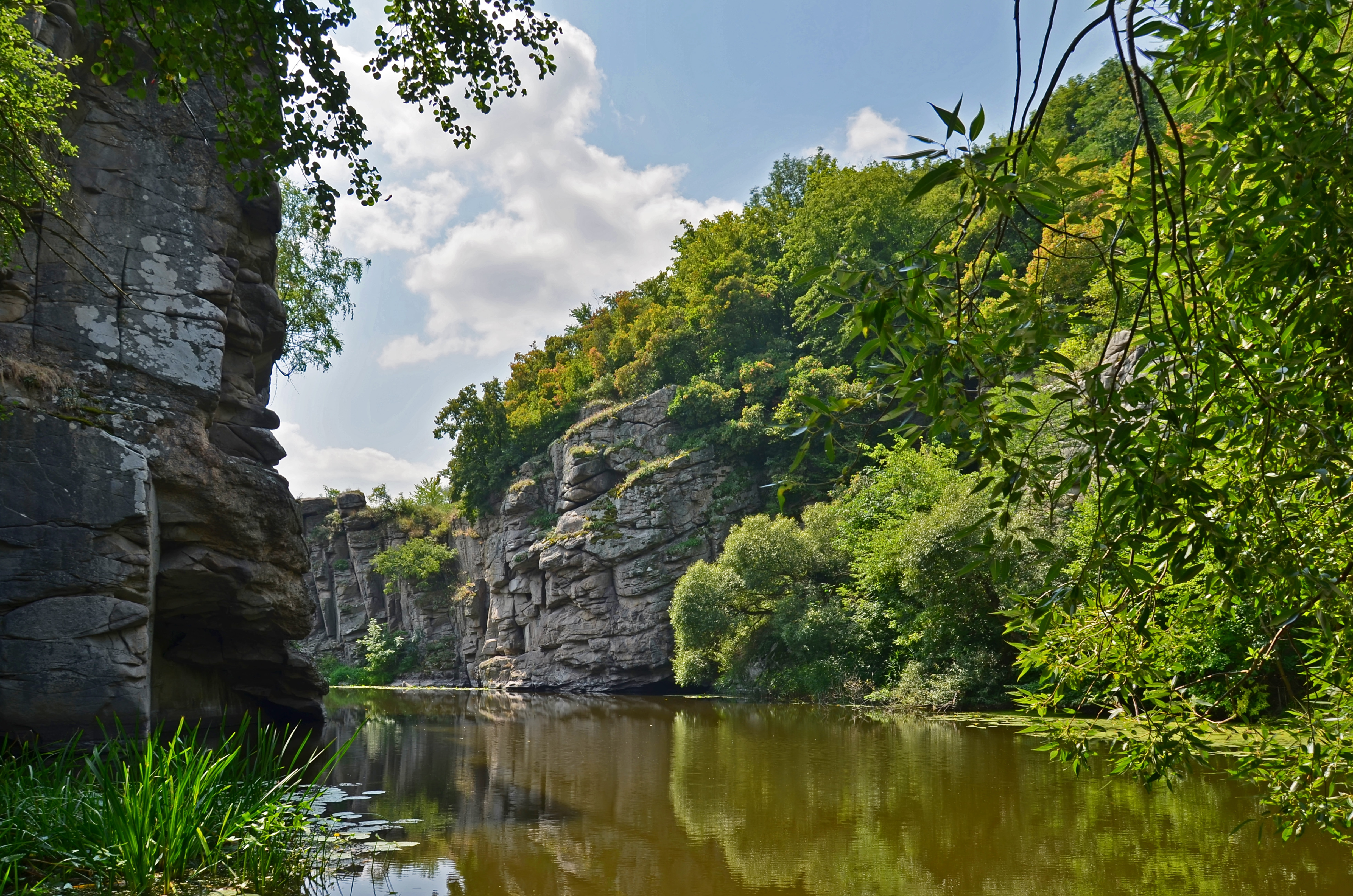
Der Hirskyj Tikytsch bei Buky

## Verwaltungsgliederung
Am 19. September 2017 wurde die Siedlung zum Zentrum der neugegründeten Siedlungsgemeinde Buky (ukrainisch Буцька селищна громада/Buzka selyschtschna hromada), zu dieser zählten auch die 3 Dörfer Bahwa, Kuty und Uljaniwka, bis dahin bildete sie die gleichnamige Siedlungsratsgemeinde Buky (Буцька селищна рада/Buzka selyschtschna rada) im Norden des Rajons Mankiwka.
Am 12. Juni 2020 kamen noch weitere 4 in der untenstehenden Tabelle aufgelistete Dörfer zum Gemeindegebiet.
Am 17. Juli 2020 kam es im Zuge einer großen Rajonsreform zum Anschluss des Rajonsgebietes an den Rajon Uman.
Folgende Orte sind neben dem Hauptort Buky Teil der Gemeinde:
| Name                     | Name         | Name                          |
| ukrainisch transkribiert | ukrainisch   | russisch                      |
| ------------------------ | ------------ | ----------------------------- |
| Bahwa                    | Багва        | Багва (Bagwa)                 |
| Kuty                     | Кути         | Куты                          |
| Kyslyn                   | Кислин       | Кислин (Kislin)               |
| Nowa Hreblja             | Нова Гребля  | Новая Гребля (Nowaja Greblja) |
| Russaliwka               | Русалівка    | Русаловка (Russalowka)        |
| Uljaniwka                | Улянівка     | Ульяновка (Uljanowka)         |
| Tscherwonyj Kut          | Червоний Кут | Червоный Кут (Tscherwony Kut) |